# Gypona depressa
Gypona depressa är en insektsart som beskrevs av Delong 1982. Gypona depressa ingår i släktet Gypona och familjen dvärgstritar. Inga underarter finns listade i Catalogue of Life.